# Zamenis longissimus
La culebra de Esculapio (Zamenis longissimus) es una especie de serpiente de la familia Colubridae. Su zona de distribución forma parte del Paleártico de Europa y del occidente de Asia. Con una longitud de hasta 2 metros, se encuentra entre las serpientes europeas más grandes, aunque no es tan masiva como la Serpiente de cuatro rayas (Elaphe quatuorlineata) o la Serpiente de Montpellier (Malpolon monspessulanus). La serpiente de Esculapio ha tenido gran importancia cultural e histórica por su papel en la antigua mitología griega y romana y el simbolismo derivado de estas.

## Distribución
Habita en gran parte de la mitad sur de Europa: Desde la costa atlántica hasta los Balcanes, llegando a algunas zonas de Turquía y tan lejos como Irán. En la península ibérica solo se encuentra en la zona de los Pirineos y en algunas zonas de la cordillera Cantábrica.

## Comportamiento
Carente de veneno, depreda sobre roedores, huevos, aves y otros reptiles, a los que ahoga mediante constricción. Las hembras producen 5-8 huevos en junio o julio.

## Simbolismo
Su nombre vernáculo se debe a que históricamente se ha representado a Asclepio, dios griego de la Medicina, con un bastón sobre el cual se enrollaba un ejemplar de la especie. Este bastón, denominado vara de Esculapio (⚕), difiere del caduceo de Hermes, dios de los viajes y el comercio, en el cual aparecen dos ejemplares y no sólo uno.

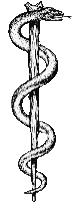
La clásica Vara de Esculapio como símbolo de la medicina humana.
La forma de V como símbolo de la medicina veterinaria.
La serpiente de Esculapio con la copa de Higía como símbolo de la farmacia.
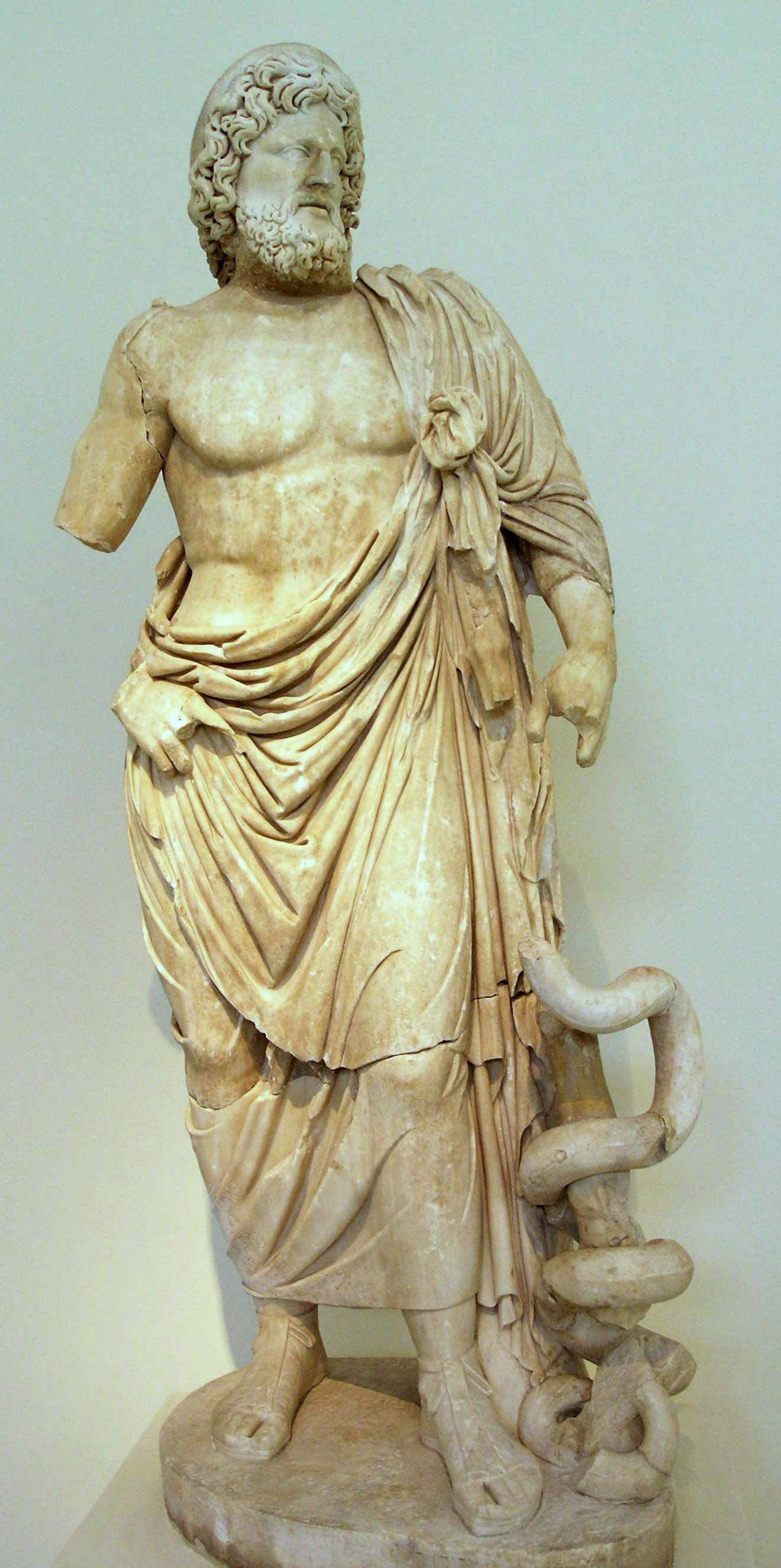
Estatua de Esculapio con la vara y la serpiente.